# Bruno Maurenbrecher
Bruno Maurenbrecher (* 6. September 1897 in Krefeld; † 30. Juni 1984 ebenda) war ein deutscher Unternehmer, Politiker und Landtagsabgeordneter (ZENTRUM, CDU).

## Leben und Beruf
Nach dem Besuch der Volksschule und des Gymnasiums war Maurenbrecher von 1916 bis 1918 Kriegsteilnehmer und bis 1919 in Gefangenschaft. Er war Gasthörer in wirtschaftswissenschaftlichen und juristischen Vorlesungen der Universität Köln. Maurenbrecher war im elterlichen Betrieb tätig und Vorstandsvorsitzender der Industrie- und Handelskammer zu Krefeld. Ebenfalls in Krefeld war er Handelsrichter beim Landgericht.
Vor 1933 war er ehrenamtlicher Sekretär im Handel- und Industrie-Beirat der Zentrumspartei Krefeld. 1945 wurde er Mitglied der CDU.
Vom 20. April 1947 bis zum 17. Juni 1950 war Maurenbrecher Mitglied des Landtags des Landes Nordrhein-Westfalen. Er wurde im Wahlkreis 036 Krefeld-Nord direkt gewählt. Er war von 1946 bis 1950 Mitglied im Stadtrat der Stadt Krefeld und von 1961 bis 1970 im Rat der Gemeinde Hüls. 
1968 wurde Bruno Maurenbrecher von Kardinal-Großmeister Eugène Kardinal Tisserant zum Ritter des Ritterordens vom Heiligen Grab zu Jerusalem ernannt und am 3. Mai 1967 in Rom in den Päpstlichen Ritterorden investiert.

## Ehrungen und Auszeichnungen
- Verdienstkreuz am Bande des Verdienstordens der Bundesrepublik Deutschland (1968)
- Ritterschlag zum Ritter vom Heiligen Grabe (1968)